# Lunar Prospector
Lunar Prospector (en français Prospecteur lunaire) est une mission spatiale de la NASA développée au cours des années 1990 pour étudier les caractéristiques de la Lune depuis l'orbite. Cette mission succédait à la mission Clementine, un autre engin de l'agence spatiale qui venait de réaliser avec ses caméras la cartographie détaillée de la surface et avait consacré le retour de l'intérêt américain pour une Lune délaissée depuis la fin du programme Apollo. La sonde spatiale Lunar Prospector, de petite taille (moins de 300 kilogrammes), est développée dans le cadre du programme Discovery avec un budget particulièrement serré. Elle emporte une suite de cinq instruments dont plusieurs spectromètres chargés de collecter de manière indirecte (analyse du rayonnement gamma, alpha et des neutrons) les données sur la composition de la surface. L'engin spatial est lancé en janvier 1998 par une fusée Athena II et sa mission dure 22 mois. Lunar Prospector a rempli tous ses objectifs. Elle a permis notamment de construire une carte détaillée de la distribution des éléments chimiques présents à la surface de la Lune. Elle a également confirmé la présence de quantités d'eau notables dans les zones des cratères situés aux pôles lunaires plongées dans une ombre permanente.

## Contexte du projet

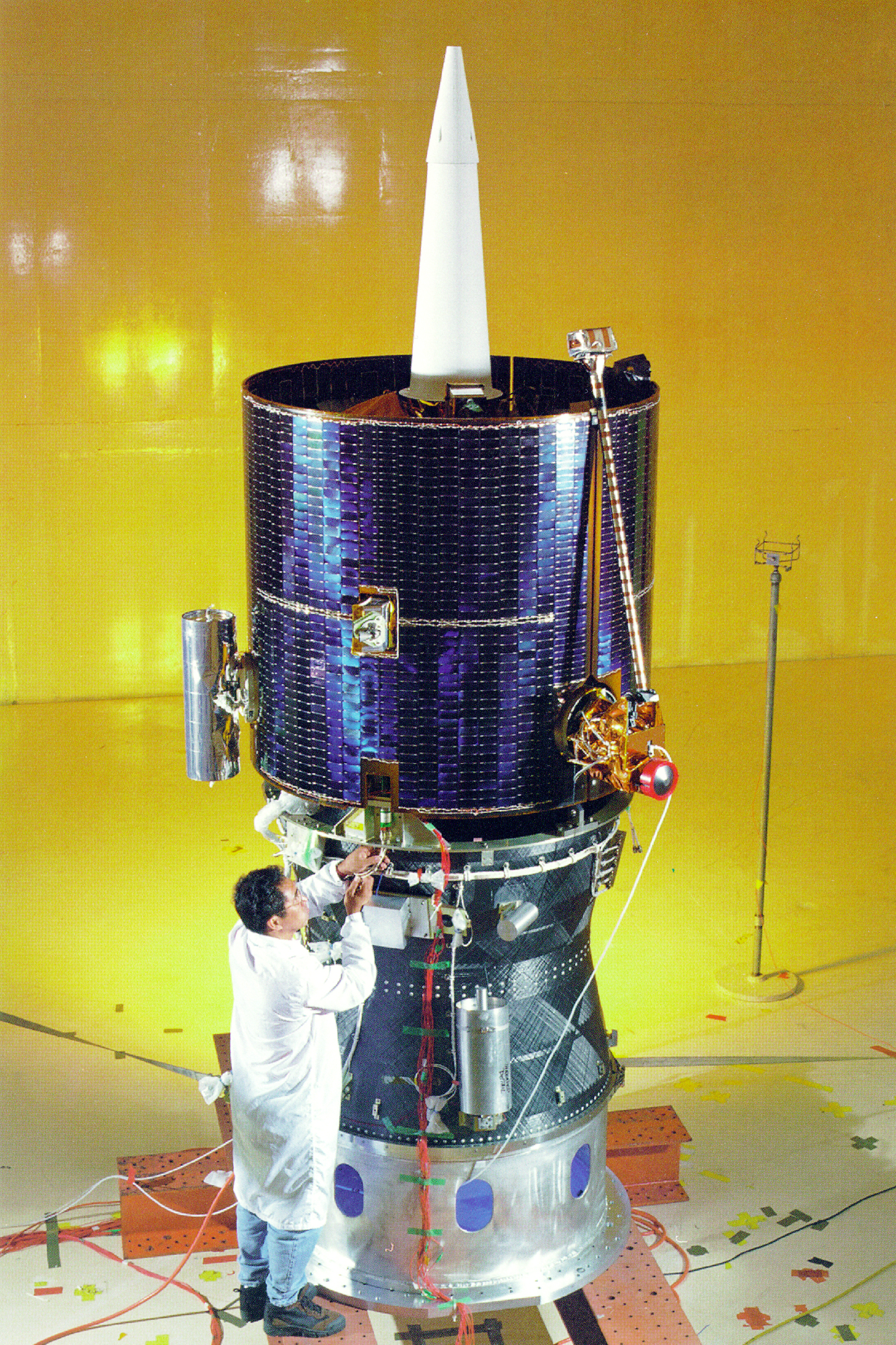
Lunar Prospector en salle blanche est ici fixée au sommet d'un étage à propergol solide Star 37 chargé de l'injecter sur sa trajectoire lunaire.

Avec l'achèvement du programme Apollo (1972), la NASA abandonne l'étude de la Lune et se tourne vers l'exploration d'autres planètes du système solaire. Durant près de 20 ans, les laboratoires qui avaient à leur disposition de nombreux échantillons de roches lunaires ramenées par les équipages du programme Apollo, durent se baser sur les cartes établies par les missions Lunar Orbiter pour resituer ces roches dans un contexte géologique et minéralogique global. Ce n'est qu'au début des années 1990 que l'agence spatiale américaine s'intéresse de nouveau à la Lune. La NASA lance en 1994 la sonde spatiale Clementine, dont les caméras cartographient la surface de la Lune dans 11 longueurs d'onde entre l'ultraviolet et le proche infrarouge. La sonde spatiale identifie des traces d'eau, découverte à l'origine du projet Lunar Prospector. La mission repose sur un concept imaginé en 1988 qui consiste à identifier les éléments chimiques présents à la surface de la Lune en analysant le rayonnement gamma, les neutrons et les rayons alpha émis. Cette méthode doit permettre de trouver l'eau éventuellement stockée dans les zones des cratères plongés en permanence dans l'obscurité.
La mission est proposée pour le programme Discovery qui regroupe des missions d'exploration du système solaire caractérisées par un objectif ciblé et un coût inférieur à 150 millions US$ (1992) et un temps de développement très court. Lunar Prospector est sélectionné. Elle sera la mission la moins coûteuse du programme : le projet a coûté 62,8 millions de dollars, dont environ 34 millions pour le développement, environ 25 millions pour le véhicule de lancement et près de 4 millions pour les opérations. Le développement débute fin février 1995 et la sonde spatiale est lancée  moins de trois ans après avoir été sélectionnée.

## Objectifs
L'objectif principal de la mission est d'étudier les caractéristiques chimiques, magnétiques et gravitationnelles de la Lune. À cet effet, la sonde est placée en orbite lunaire à 100 km d’altitude.

## Caractéristiques techniques
Lunar Prospector est un cylindre trapu de 1,3 m de longueur et 1,4 m de diamètre pesant 296 kg dont 156 kg d'ergols (hydrazine). Sa surface est recouverte de 2 640 cellules solaires qui fournissent 220 watts. Une batterie nickel-cadmium de 5 ampères-heures fournit l'énergie lorsque la sonde spatiale circule dans l'ombre de la Lune. Trois perches espacées de 120° et longues de 2,5 m sont fixées perpendiculairement à la surface du cylindre. Elles supportent les capteurs des cinq instruments. L'une des antennes est prolongée de 1,1 m et à son extrémité est fixé le capteur du magnétomètre. Le cylindre est prolongé par une antenne moyen gain et bas gain en forme de cône qui dépasse de l'axe de cylindre de 1,6 m. Les dimensions hors tout résultantes sont de 4,1 m en hauteur et 7,5 m en envergure. La sonde est spinnée c'est-à-dire qu'elle est stabilisée par rotation autour de son axe à la vitesse de 12 tours par minute. Cette orientation est déterminée à l'aide d'un capteur solaire, et six petits moteurs-fusées brûlant de l'hydrazine et ayant une poussée de 22 newtons sont utilisés pour la modifier. La sonde spatiale dispose, pour s'insérer en orbite et contrôler sa trajectoire, de 137,7 kg qui fournissent un delta-V de 1 430 m/s. Pour réduire son coût, aucun ordinateur n’est embarqué : la sonde se contente d'enregistrer et d’exécuter la séquence de commandes envoyées depuis la station de contrôle au sol. Les données sont transmises en temps réel au sol sauf lorsque la Lune masque la Terre. Les données sont alors stockées provisoirement dans une mémoire permanente qui permet de conserver 53,3 minutes d'enregistrement. Les données sont transmises avec un débit de 3 600 kilobits par seconde en bande X,.

## Instruments scientifiques
La sonde spatiale Lunar Prospector emporte cinq instruments : 
- le spectromètre à neutrons NS (Neutron Spectrometer) permet de détecter les neutrons qui sont projetés lorsque les rayons cosmiques frappent le sol lunaire ;
- un deuxième spectromètre GRS (Gamma Ray Spectrometer) analyse le rayonnement gamma pour déterminer la composition du sol lunaire ;
- le troisième spectromètre APS (Near Infrared Camera Alpha Particle Spectrometer) permet de détecter les particules alpha générées par la radioactivité du radon et du polonium afin d'identifier l'apparition d'éventuels séismes ;
- un magnétomètre MAG et un réflectomètre d’électrons ER  (Electron Reflectometer) sont utilisés pour dresser une carte du faible champ magnétique de la Lune.

Enfin, l'expérience DGE (Doppler Gravity Experiment) utilise les variations de la vitesse de transmission des ondes radio entre la sonde spatiale et la Terre (détectées en mesurant l'effet Doppler) pour déterminer la distribution des masses au sein de la Lune à l'origine des variations du champ de gravité lunaire.

Instruments scientifiques de Lunar Prospector
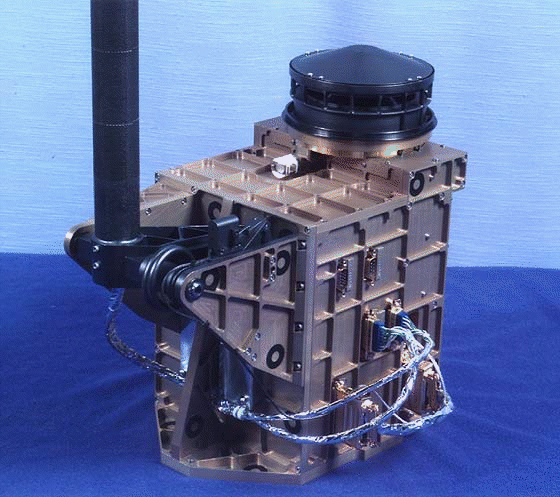
Réflectomètre à électrons ER.
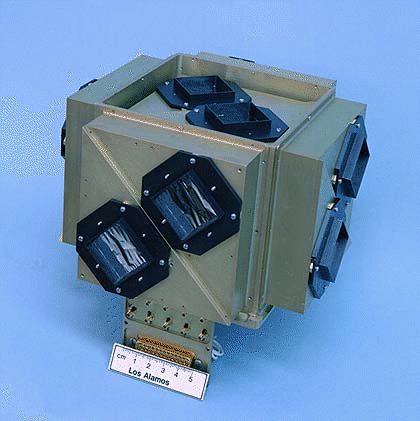
Spectromètre particules alpha.
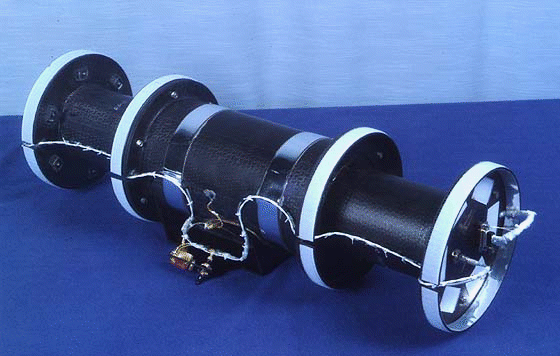
Spectromètre gamma.

## Déroulement de la mission

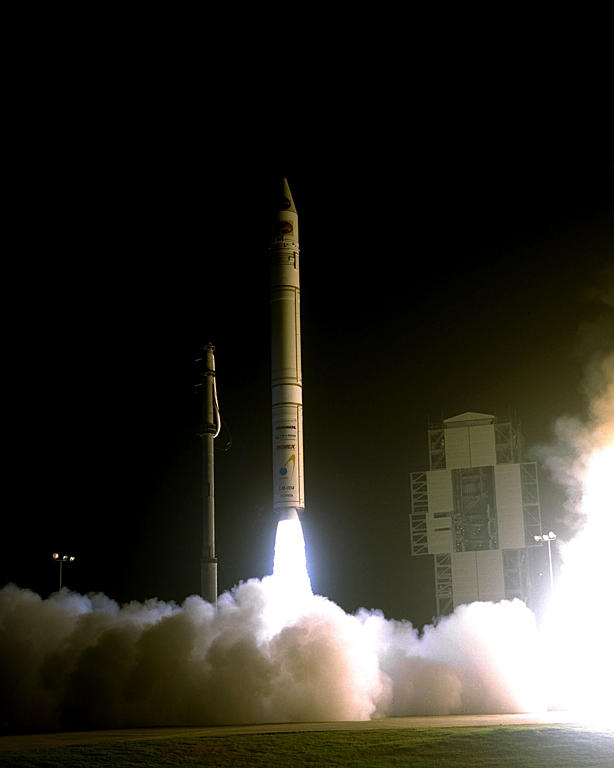
Décollage de la fusée emportant Lunar Prospector.

Lunar Prospector est lancée le 6 janvier 1998 par une fusée Athena II depuis la base de lancement de Cape Canaveral. Elle s'insère sur une orbite polaire autour de la Lune à une altitude de 100 kilomètres et commence la collecte des données. Le spectromètre à neutrons confirme la présence de quantités significatives d'eau au niveau des pôles de la Lune. La mission primaire a une durée d’un an. Elle est prolongée de sept mois à compter de janvier 1999. L'altitude de la sonde spatiale est d'abord abaissée à 30 kilomètres puis à 10 kilomètres de la surface. La sonde spatiale devait s'écraser sur la surface une fois qu'elle avait épuisé son carburant, mais les plans furent changés pour tenter de confirmer la présence d'eau dans les régions polaires. La sonde spatiale est volontairement écrasée dans un cratère situé près du pôle sud choisi parce qu'on supposait que de l'eau s'y trouvait. Mais aucune eau ne fut détectée dans le panache créé par l'impact.
Deux sondes lunaires, LCROSS et LRO, seront lancées en juin 2009 et établiront que de l'eau est bien présente dans  les cratères.

## Résultats
Lunar Prospector a détecté, au fond des cratères qui ne sont jamais éclairés par le soleil, des traces d'hydrogène qui pourraient indiquer la présence d'eau. Les scientifiques de la NASA ont manœuvré la sonde pour qu'elle s'écrase sur la Lune afin de détecter la présence d'eau sous forme de vapeur. Cependant, les observations n'ont pas permis de trouver d'eau dans les débris observés à distance. L'impact était peut-être trop faible pour vaporiser l’eau. Lunar Prospector a pu aussi étudier la croûte de la Lune pour examiner la composition du sol lunaire. L'analyse du rayonnement gamma a permis de cartographier la distribution du titane et du fer et d'autres éléments, soit abondants, soit présents à l'état de trace. La distribution d'un matériau lunaire baptisé KREEP ainsi que de la majorité des roches lunaires a pu être également établie. La carte du champ magnétique dressée à l'aide des instruments de Lunar Prospector montre que le champ magnétique est élevé aux antipodes de Mare Imbrium et Mare Serenitatis. Elle a permis de mettre en évidence la plus petite magnétosphère jamais détectée. La carte du champ gravitationnel lunaire dressée à l'aide des instruments a mis en évidence sept nouvelles anomalies et a démontré que la Lune avait un petit noyau riche en fer de 300 kilomètres de rayon. 

Résultats
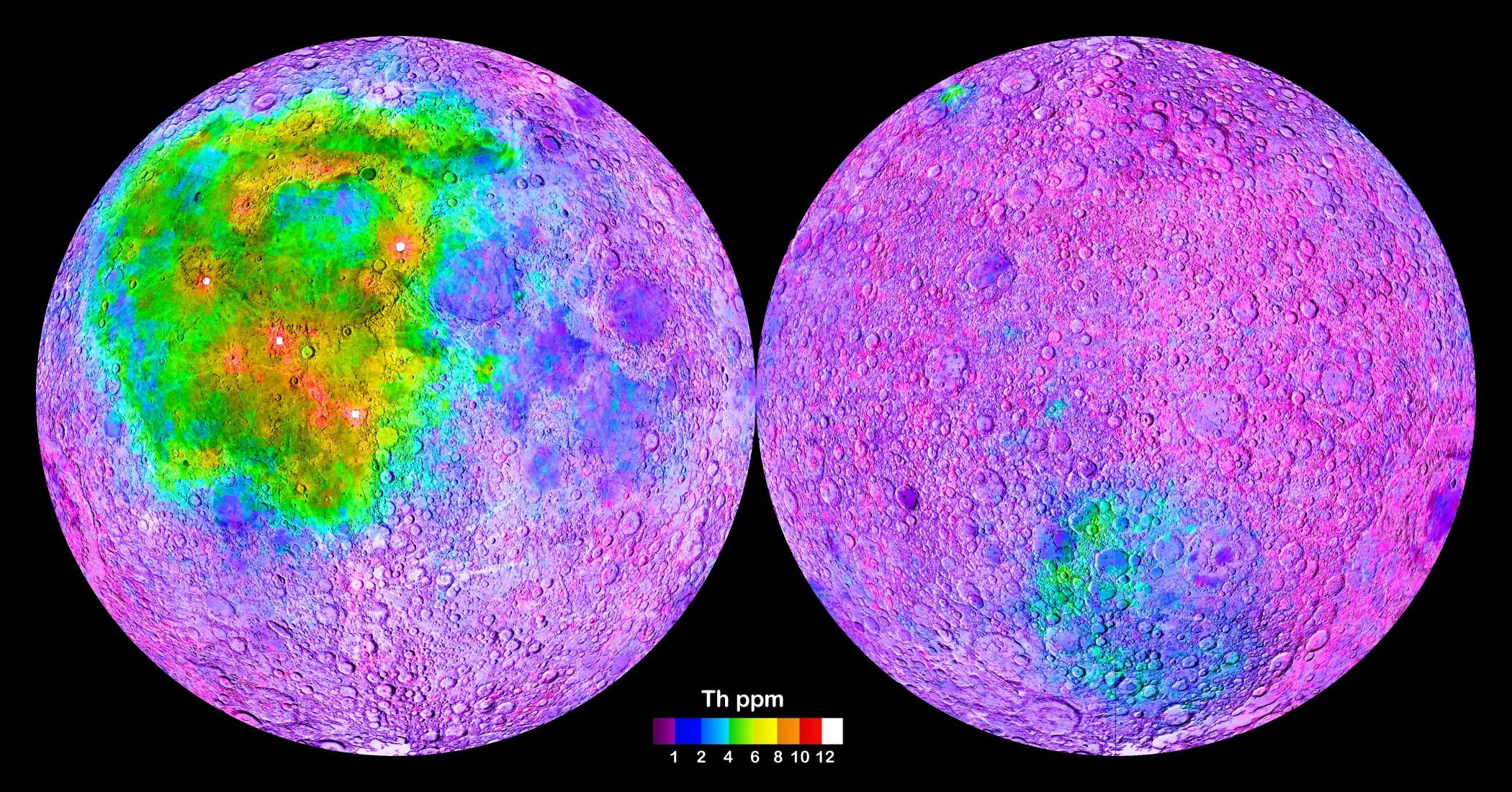
Carte des concentrations de thorium réalisée à l'aide du spectromètre gamma de Lunar Prospector.
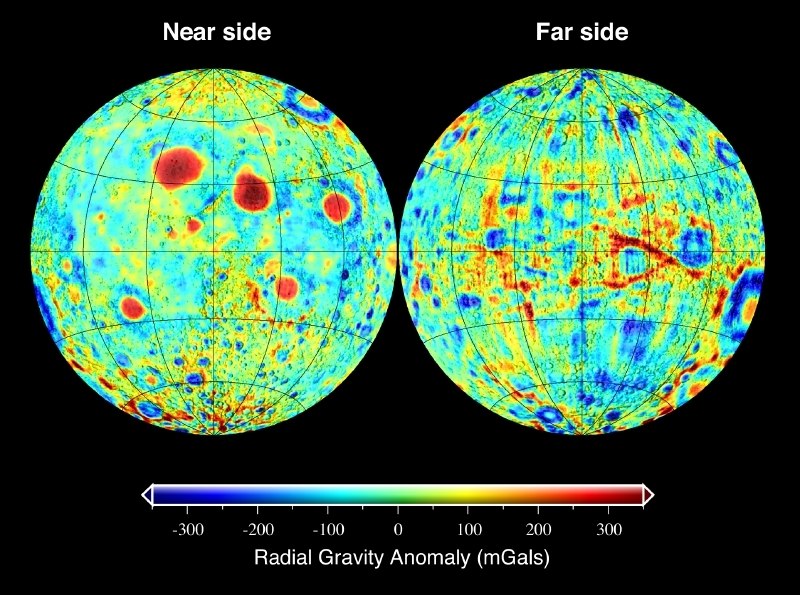
Carte du champ gravitationnel de la Lune. Le champ de gravité est plus élevé dans les régions en rouge et plus faible dans les régions colorées en bleu.
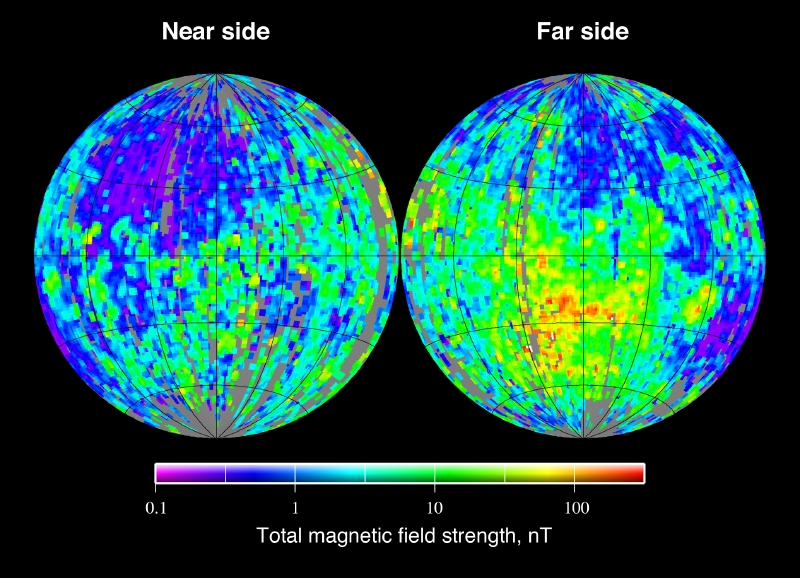
Carte du champ magnétique de la Lune établie avec l'instrument ER.